# Робинс, Брайс
Брайс Барни Робинс (яп. ロビンスブライス, англ. Bryce Barney Robins, родился 19 сентября 1980 года в Нью-Плимуте) — японский и новозеландский регбист, выступавший на позиции центра. Сын новозеландского регбиста Брайса Робинса-старшего.

## Биография

### Клубная карьера
Игровую карьеру начинал в сборной региона Таранаки, привлекался в клуб «Харрикейнз». За «Харрикейнз» сыграл четыре матча, набрав 5 очков. К 2004 году отыграл 33 матча за команду Таранаки, прежде чем переехать в Японию. В Японии выступал за команды «Рико Блэк Рэмс», «НЕК Грин Рокетс», «Хонда Хит», «Мунаката Саникс Блюз» и «Ураясу Ди-Рокс».
В японском чемпионате с сезона 2010/2011 по сезон 2021/2022 Робинс провёл суммарно 53 матча, набрав 177 очков (20 попыток, 25 реализаций, 8 штрафных и один дроп-гол), а также заработав 2 жёлтые карточки.

### Карьера в сборной
В 2003 году Робинс дебютировал за сборную маори, проведя встречи против сборных Тонги, Англии и Канады и отметившись попытками[что?].
22 апреля 2007 года Робинс дебютировал в составе сборной Японии в матче против Республики Корея в Токио, который японцы выиграли 82:0. В мае того же года он сыграл один из двух матчей против «Классик Олл Блэкс» в Токио, а в том же году попал в заявку сборной на чемпионат мира. Формально это произошло из-за травмы Госи Татикавы, однако после того, как из-за повреждения был исключён из заявки сборной опытный Дайсукэ Охата, на Робинса возложили обязанности и игры на фланге, где выступал Охата.
В ходе встречи в Токио 6 ноября 2010 года против России, завершившейся разгромной победой Японии со счётом 75:3, Робинс занёс две попытки на 65-й и 78-й минутах.
27 сентября 2011 года Робинс провёл одну встречу на чемпионате мира 2011 года против Канады: он и ещё один игрок, Иппэй Асада были дозаявлены в связи с травмами двух других игроков (Томоки Ёсида и Юта Имамура). Этот же матч стал для Робинса последним за сборную: всего он сыграл за «храбрые цветы» 25 матчей, набрав 72 очка (14 попыток и одна реализация).

## Вне игровой карьеры
В 2021 году Робинса пригласили в состав клуба «Кайтаке» в Новой Зеландии, сформированного во время перерыва в международных соревнованиях в связи с пандемией COVID-19.
В том же году он был назначен тренером защитников клуба «НТТ Коммуникейшнс Шайнинг Аркс» (он же «Ураясу Ди-Рокс»).